# Cantó de Lorda-Est

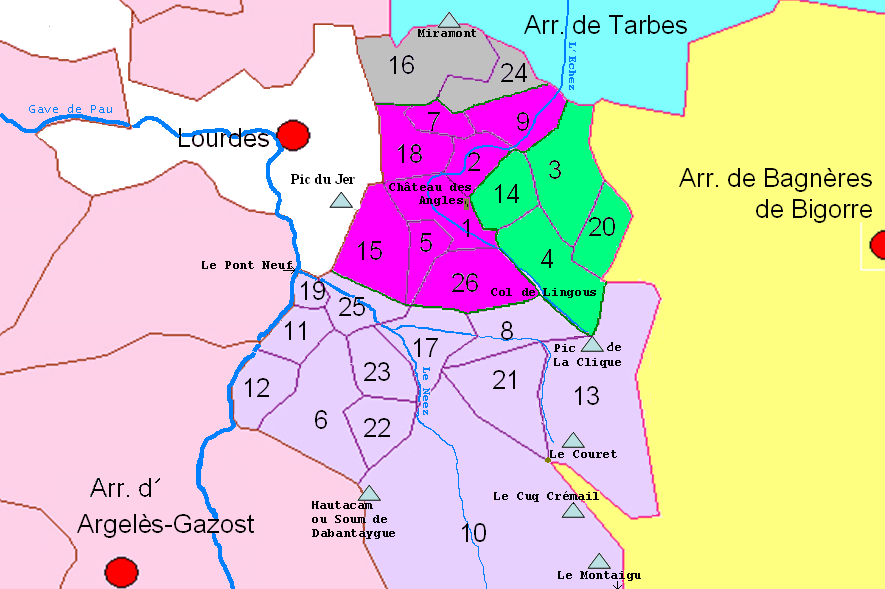
Municipis dels Alts Pirineus

El cantó de Lorda-Est és un cantó francès del departament dels Alts Pirineus, situat al districte d'Argelèrs de Gasòst. Té 26 municipis i el cap cantonal és Lorda.

## Municipis
- 1 Eths Angles
- 2 Arcisac eths Angles
- 3 Arrajon era Hita
- 4 Arrodèth
- 5 Artigas
- 6 Berberust e Liàs
- 7 Borriac
- 8 Sheust
- 9 Escobèrs e Potz
- 10 Gasòst
- 11 Gèr
- 12 Geu
- 13 Gèrms
- 14 Gès eths Angles
- 15 Jarret
- 16 Julòs
- 17 Juncalàs
- 18 Lesinhan
- 19 Luganhan
- 20 Aussun eths Angles
- 21 Ordins e Còth d'Ossan
- 22 Ordon
- 23 Ostèr
- 24 Pariac
- 25 Sent Criac
- 26 Cèra e Lançòu

## Història
| Data d'elecció                           | Identitat             | Partit        | Qualitat |
| ---------------------------------------- | --------------------- | ------------- | -------- |
| 1945-1961                                | Antoine Beguére       | Divers droite |          |
| 1961-1970                                | Georges Beguére       | Divers droite |          |
| 1970-1994                                | François Abadie       | PRG           |          |
| 1994-2001                                | Philippe Douste-Blazy | UDF           |          |
| 2001-                                    | Josette Bourdeu       | PRG           |          |
| les dades anteriors no són pas conegudes |                       |               |          |
|                                          |                       |               |          |

## Demografia
| 1962 | 1968 | 1975 | 1982 | 1990 | 1999   | 2006   |
| ---- | ---- | ---- | ---- | ---- | ------ | ------ |
|      |      |      |      |      | 10.306 | 10.795 |